# Universal Media Disc

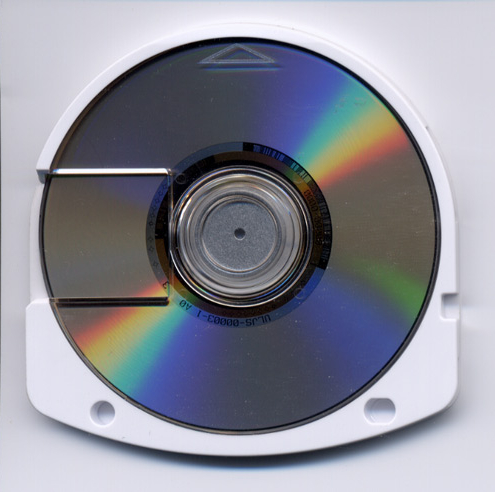
Universal Media Disc

Universal Media Disc (UMD) is een technologie van Sony uit 2004 met een opslagcapaciteit van 1,8 gigabyte. UMD is een standaardformaat dat door Ecma gedefinieerd is als ECMA-365. Niet alleen spellen maar ook complete films en cd's werden op het UMD-formaat uitgegeven. Het werd alleen gebruikt in de PSP-spelconsole (PlayStation Portable) tot 2017.

## Specificaties
Afmetingen:
- 65 mm × 64 mm × 4,2 mm (lengte × breedte × hoogte)

Diameter:
- 60 mm

Opslagcapaciteit:
- 1,8 gigabyte (single-sided, dual layer)

Beveiliging:
- AES 128 bit

Codecformaten:
- PSP Game
- UMD Audio (codec ATRAC3plus™, PCM, MPEG-4 AVC)
- UMD Video (codec MPEG-4 AVC, ATRACplus™, Caption PNG)